# Anton Cajetan Adlgasser
Anton Cajetan Adlgasser (né le 1er octobre 1729 à Inzell (électorat de Bavière) et mort le 23 décembre 1777 à Salzbourg) est un organiste et compositeur allemand, œuvrant à la cathédrale et à la cour de Salzbourg (Principauté archiépiscopale de Salzbourg). Il acomposé des œuvres liturgiques, notamment huit messes et deux requiems, des oratorios et des œuvres pour orchestre ainsi que pour piano.

## Biographie
De Bavière, Adlgasser rejoint Salzbourg où il étudie sous la férule de Johann Ernst Eberlin. À partir de 1750, il est organiste à la cathédrale de Salzbourg jusqu'à la fin de sa vie. Il visite l'Italie en 1764 et 1765. En 1767, il collabore avec Mozart et Michael Haydn sur l'oratorio Die Schuldigkeit des ersten Gebotes. Mozart estime la musique d'Adlgasser et lui succède comme organiste à la cathédrale de Salzbourg en 1777. En 1752, Aldgasser épouse en premières noces Maria Josepha, la fille de son prédécesseur J.E. Eberlin à la cathédrale. Quatre ans plus tard, il épouse en secondes noces Maria Barbara Schwab, et en troisièmes noces en 1769, la chanteuse de cour Maria Anna Fesemayer (1743–82), interprète dans Die Schuldigkeit et créatrice du rôle de Ninetta dans La finta semplice. Mozart et son père Leopold assistent à la troisième noce.
Il meurt à Salzbourg en 1777 d'une attaque cérébrale alors qu'il joue de l'orgue.

## Source de traduction
- (en) Cet article est partiellement ou en totalité issu de l’article de Wikipédia en anglais intitulé « Anton Cajetan Adlgasser » (voir la liste des auteurs).